# Pořešinec
Pořešinec (německy Klein Poreschin) je malá vesnice, část města Kaplice v okrese Český Krumlov. Nachází se asi 3 km na sever od Kaplice. Je zde evidováno 35 adres.
Pořešinec leží v katastrálním území Pořešín o výměře 8,2 km².

## Historie
První písemná zmínka o vesnici pochází z roku 1312.

## Pamětihodnosti

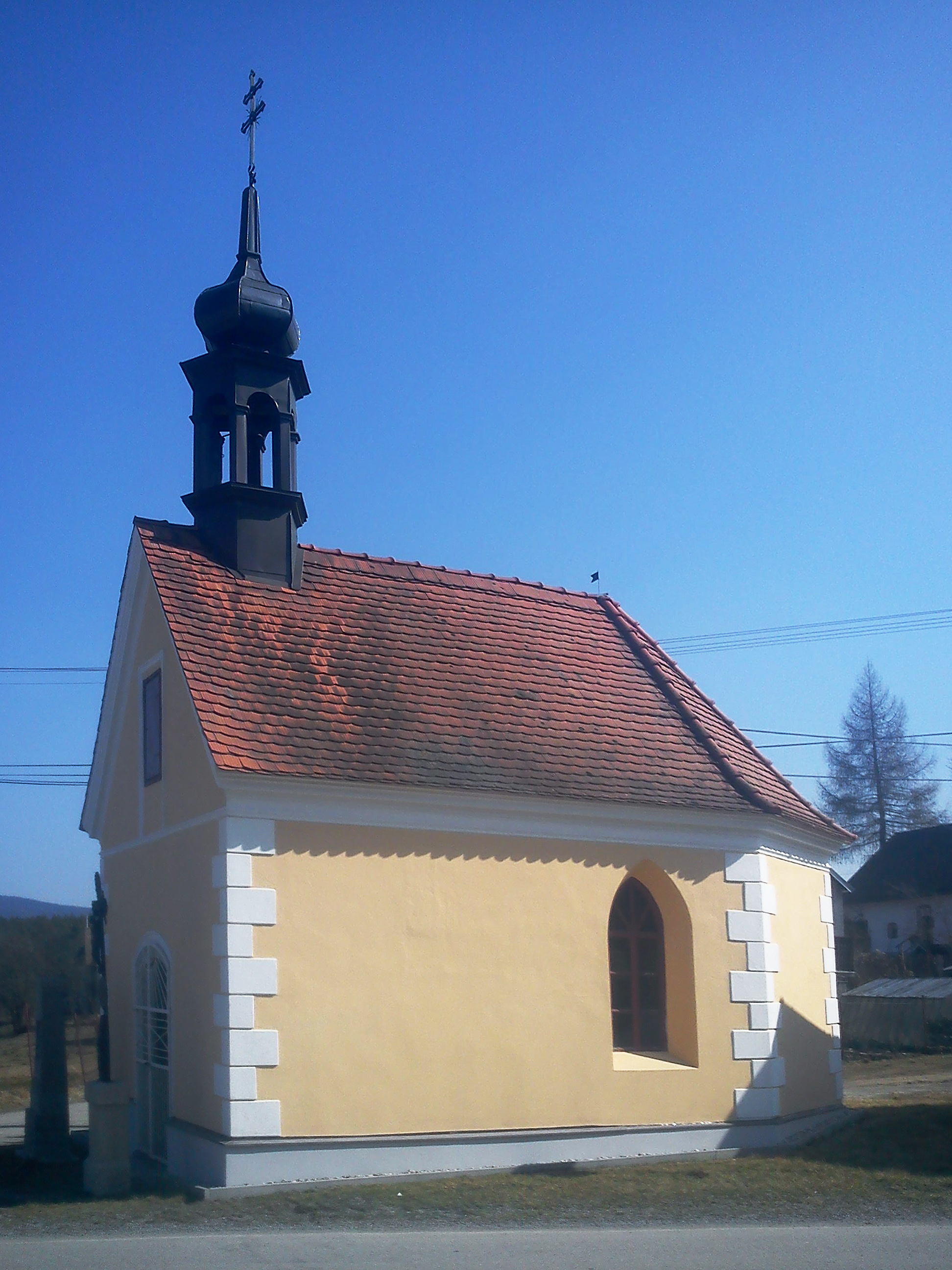
Kaple na návsi

- Kaple z šedesátých let 19. století [5]
- Křížek u kaple
- Pomník padlým